# Scotocyma miscix
Scotocyma miscix är en fjärilsart som beskrevs av Louis Beethoven Prout 1934. Scotocyma miscix ingår i släktet Scotocyma och familjen mätare. Inga underarter finns listade.